# Edmond Clément
Frédéric Jean Edmond Clément (28 mars 1867, Paris - 24 février 1928, Nice) est un ténor lyrique français de réputation internationale en raison de l'art poli de son chant.

## Biographie
Edmond Clément étudia au Conservatoire de Paris avec Victor Warot, et fait ses débuts sur scène à l'Opéra-Comique en 1889, Vincent dans Mireille. Il y reste premier ténor jusqu'en 1909, apparaissant comme Ottavio, Tamino, Almaviva, Georges Brown, Fra Diavolo, Gérald, des Grieux, Werther et Hoffmann, entre autres rôles.
Il a également pris part aux premières représentations de Le juif polonais de Camille Erlanger et Hélène de Camille Saint-Saëns, et chanta dans les premières parisiennes de Falstaff et Madame Butterfly.
Il a également chanté à Bruxelles, Monte Carlo, Madrid et Londres, mais il n'est jamais apparu au Royal Opera House (Covent Garden). Les États-Unis lui firent signe, et il a rejoint la brochette de chanteurs au Metropolitan Opera à New York, où il a joué en 1909-1910. La concurrence de la voix de ténor resplendissante de Enrico Caruso l'accablait, et il n'a pas été réengagé par la direction du Met. À New York, il a gardé sa voix dans l'équilibre en prenant des leçons de Frederick Bristol (en).
Il a ensuite chanté à Boston de 1911 à 1913, au Boston Opera Company. Le public de l'Opéra de Boston l'a admiré pour son vocalisme élégant, sa diction exemplaire et sa présence sur scène élégante. Bien que sa voix ne fût pas très étendue, il a été considéré comme l'un des principaux Roméo et Don José de son époque par la force de sa musicalité.
Au cours de sa carrière, il a également enseigné le chant en privé ; il comptait la soprano Marie Sundelius (en) parmi ses élèves.
Clément retourna en France lorsque la Première Guerre mondiale éclata, s'engagea et fut blessé, puis réformé. L'Amérique l'a entendu à nouveau au cours des années 1920 quand il a voyagé outre Atlantique pour des concerts et des récitals. Ses dernières années ont été consacrées à une semi-retraite en France. Il donna son dernier récital à l'âge de 60 ans en 1927.

## Rôles
- 21 décembre 1901 et le 3 janvier 1902, Madame Chrysanthème avec Mary Garden, création Opéra de Monte-Carlo[2]
- 7 février 1907 : Le marquis Armand de Clerval dans Thérèse, direction musicale Léon Jehin, création Opéra de Monte-Carlo
- 1909 : Werther de Jules Massenet, avec Alma Gluck , Geraldine Farrar, Dinh Gilly, direction musicale Egisto Tango, productions du Met, jouées à la Metropolitan Opera House.

## Enregistrements
- Werther. Pourquoi me réveiller ? : Lied d'Osian", Massenet, comp. sur Gallica, 1911
- Face A : Amadis "Bois épais, redouble ton ombre" de Lulli ; Face B : Le mariage des roses "Mignonne, sais-tu comment" de César Frank sur Gallica, 1916

## Distinctions
- Chevalier du Nichan Iftikhar